# Ronald Tinkler
Ronald Charles Tinkler (Johannesburg, 4 maggio 1934) è un ex pallanuotista sudafricano.
Ha fatto parte del Sudafrica che ha disputato il torneo di pallanuoto ai Giochi di Roma 1960.